# NGC 6006
NGC 6006 (другие обозначения — MK 862, ZWG 78.93, NPM1G +12.0445, PGC 56295) — эллиптическая галактика (E) в созвездии Змея.
Этот объект входит в число перечисленных в оригинальной редакции «Нового общего каталога».